# Arché
Arché (también arqué, arkhé o arjé; del griego ἀρχή, «principio» u «origen») es un concepto fundamental en la filosofía de la Antigua Grecia que significaba el comienzo del universo o el primer elemento de todas las cosas (εξ’ ἀρχής: del principio, ο εξ’ ἀρχής λόγος: la razón primordial, originaria). Es lo que explica el comienzo del universo con una explicación racional con una o varias sustancias.

## Historia
Tales de Mileto argumentaba que el agua era el origen de todas las cosas que existían. Tales fundó la llamada escuela de Mileto, a la cual también pertenecieron los filósofos Anaximandro y Anaxímenes. Anaximandro fue el primero en usar el término arché, afirmando que el origen era el ápeiron o lo ilimitado. Más tarde Anaxímenes consideró que el arché era el aire.
Posteriormente surgió de manos de Pitágoras la escuela pitagórica, caracterizada por la identificación del arché con los números. Hay que considerar que la escuela pitagórica no consideraba al número como algo abstracto, sino que lo veía como algo real. Lo consideraba la más real de las cosas y precisamente por esto lo concebía como el principio constitutivo de las cosas.
Jenófanes posiblemente haya sido discípulo de los milesios y volvió a preferir los elementos naturales. Si bien no parece ser un tema central de su filosofía, consideraba que el arché era la tierra.
Heráclito propuso el fuego como arché, por su naturaleza dinámica. Sin embargo, consideró que el principio originario era el logos, la palabra, y era solo comparable al fuego, puesto que el fuego era una analogía del logos, ya que el fuego «con mesura se enciende y con mesura se apaga».
Fue Parménides quien demostró que el monismo, que establecía la existencia de un solo arché, se enfrentaba con dificultades al explicar el nacimiento de la pluralidad a partir de la unidad. Por eso surgió el pluralismo. Un importante pluralista, Empédocles, decía que todo se componía de tierra, aire, agua y fuego, que se unían y separaban por las fuerzas del amor y el odio. Otro, Anaxágoras, defendió que existía una infinidad de componentes del universo.
Los últimos grandes presocráticos, Demócrito y Leucipo de Mileto, argumentaron la existencia de átomos, partículas diversas que no se creaban ni se destruían y que, al agruparse, construían toda la realidad.
Aristóteles destacó el significado de arché como aquello que no necesitaba de cosa alguna para existir, solo de sí mismo, es decir, como el elemento o principio de una cosa que, a pesar de ser indemostrable e intangible en sí misma, ofrecía las condiciones de posibilidad de esa cosa.